# Редактирование изображений
Редактирование изображений (лат. redactus — приведённый в порядок) — изменение фотографий (изображений) классическими или цифровыми методами. Также может обозначаться термином ретуши́рование, ре́тушь (фр. retoucher — подрисовывать, подправлять). Целью редактирования является коррекция дефектов, подготовка к публикации, решение творческих задач. Кроме статичных двумерных изображений, могут обрабатываться также последовательности изображений.

## История
До широкого распространения компьютеров обработка изображений выполнялась с помощью специальных химикатов, оптических приборов и т. д..
Ретуширование изображений выполняли вручную, прорисовкой карандашами или специальными красками, выскабливанием отдельных участков или химической обработкой (травлением эмульсии фотографического слоя). Резкость повышалась классической технологией нерезкого маскирования.
Техническую ретушь применяли для устранения случайных, характерных только для химической фотографии, дефектов (точки, пятна, царапины и т. п.) и градации плотности — усиления или ослабления отдельных участков полутонового изображения (с помощью подбора контраста на печати, а также с использованием масок).
Структурную ретушь тоже выполняли вручную — вырезали из негативов нужные части и склеивали их или склеивали готовые фотографии, переснимали или перепечатывали снимки с изменением экспозиции, используя светофильтры.
Подобные оптические методы до сих пор важны в таких областях как, например, голография. Тем не менее, с резким ростом производительности компьютеров эти методы всё в большей мере вытесняются методами цифровой обработки изображений. Методы цифровой обработки изображений являются более точными, надёжными, гибкими и простыми в реализации, нежели обычные методы. В цифровой обработке и редактировании изображений широко применяется специализированное оборудование, такое, как процессоры с конвейерной обработкой инструкций и многопроцессорные системы. В особенной мере это касается систем обработки видео. Тем не менее, стандартные задачи редактирования изображений чаще всего могут быть решены и на персональном компьютере.

## Редактирование изображения в художественных целях
Технологии 19 века не позволяли реалистично передавать любое изображение. Например, из-за особенностей экспозиции на фотопейзажах пропадали облака. В таких случаях для большей реалистичности и выразительности применялся монтаж: вид с одного негатива и небо с другого соединяли в одно изображение. Этот способ был предложен французским фотографом Ипполитом Байярдом и применялся известными фотографами, среди которых Густав Ле Гре (морской пейзаж 1856-57 годов), Генри Пич Робинсон («Угасание» 1858 года).
Комбинация изображений часто применялась для достижения особого художественного эффекта. Некоторые фотографии 19 века исполнены в уникальной технике. Так, Оскар Рейландер в фотокартине «Два жизненных пути» 1857 года объединил 32 негатива.
Камиль Сильви на композициях «Речной пейзаж» 1858 года и «Сумерки» 1859—1860 годов не только комбинировал несколько негативов, но и добавил разные элементы с помощью ретуши.

## Виды изображений
Редактируемые изображения могут быть :
- Изображение с цифрового фотоаппарата может быть скопировано напрямую в компьютер для редактирования. Преимущества — скорость и оперативность. Недостатки — цифровой шум, высокая стоимость профессиональных решений.
- Негативные фотоплёнки и слайды после оцифровки с помощью сканера можно обрабатывать на компьютере. Преимуществом такого изображения является широкий динамический диапазон, отсутствие цифрового шума. Недостаток — зернистость плёнки, обычно низкое качество сканирования (получить изображение с плёнки, сопоставимое по качеству с изображением с профессиональной цифровой камеры, можно только на дорогом профессиональном сканере). С широкоформатных негативов и слайдов можно получить изображения очень большого размера и высокого качества.
- Печатные оригиналы, полиграфические оттиски, напечатанные фотографии после перевода в цифровой вид с помощью сканера, можно обрабатывать на компьютере. Недостатки — малый динамический диапазон, у полиграфических оттисков — растр, который может провоцировать образование муара.
- Фотобанки — большие хранилища цифровых и аналоговых изображений.
- Серверы файлообмена и поисковые системы. На этих ресурсах нередко можно встретить изображения без ограничений на использование.

## Виды и цели редактирования изображений
Устранение дефектов изображения могут устранять:
- шум (случайные погрешности цвета в каждой точке изображения)
- недостаточная или избыточная яркость
- недостаточная или избыточная контрастность (вуаль или избыточный динамический диапазон изображения)
- неправильный цветовой тон
- нерезкость (расфокусировка)
- пыль, царапины, «битые пиксели»
- устранение дисторсии и виньетирования объектива

 Виды ретуши:
Портретная ретушь включает в себя:
- ретушь кожи — устранение дефектов (прыщи, царапины, шрамы, синяки, сужение пор, удаление веснушек или уменьшение их количества, разглаживание морщин);
- обработку глаз (придание им большей выразительности), отбеливание зубов;
- замена цвета волос, глаз, а также пластика: коррекция недостатков фигуры.

### Структурное редактирование изображений
- кадрирование
- создание панорам
- устранение ненужных деталей изображения, изменение композиции
- фотомонтаж — создание из частей нескольких изображений нового изображения
- дорисовка, включение в изображение технических чертежей, надписей, символов, указателей и пр.
- применение спецэффектов, фильтров, теней, фонов, текстур, подсветки

### Подготовка фотографий к публикации в печати, на телевидении, в интернете
У каждого устройства вывода (монитор, принтер, офсетная печатная машина и т. п.) есть свои возможности по цветовому охвату (не любой цвет можно воспроизвести). Например, на бумаге соотношение по светлоте между белым и чёрным достигает 40, в то время как у слайда оно более 200. Основной задачей является передать замысел автора с наименьшими потерями. Выполняется преобразование цвета, например, в случае печати на бумажном носителе, определение количества краски для передачи каждого цвета.
Специалист, подготавливая фотографии к публикации, действуя творчески, как художник, или используя стандартные методы, приводит изображение к виду, соответствующему техническим возможностям репродуцирующего процесса, при максимальном сохранении идеи изображения.

## Редактирование изображений цифровыми методами
Сегодня редактирование изображений проводится в основном на компьютере растровыми редакторами в цифровом виде. Для этого изображение, даже полученное с традиционного носителя (плёнки), переводится в цифровой вид — например, при помощи сканера.
Программы для просмотра и простой обработки изображений часто поставляются вместе с цифровыми фотоаппаратами и сканерами. Более сложные и мощные программы (Adobe Photoshop, Corel PHOTO-PAINT, Paint Shop Pro, Microsoft Picture It!, Visualizer Photo Studio, Pixel image editor, PixBuilder Photo Editor, Fo2Pix ArtMaster и пр.) нужно доставать отдельно и, как правило, за деньги. Исключение составляет GIMP, бесплатно распространяемая программа, возможности которой сравнимы с возможностями Adobe Photoshop.
Современные редакторы не лишены недостатков, однако грамотное их использование позволяет решить большинство задач, возникающих при редактировании изображений. Они позволяют в какой-то степени исправлять технические дефекты, допущенные при проведении фотосъёмки.
Опыт показывает, что оригинал обрабатываемого изображения должен быть по возможности сохранён. Копии можно редактировать как угодно — это будут копия 1, копия 2, копия 3 и т. д.

## Инструменты технического редактирования цифровых изображений
Для редактирования изображений применяются графические редакторы — программы.
Возможно:
- Выделять фрагмент изображения для обработки. В большинстве программ используется метод обработки изображения по частям. Сначала часть изображения выделяется, после чего работа ведется только с ней, не затрагивая остаток изображения. Выделение определённых участков изображения можно реализовать как указание контура (например, инструмент лассо), так и с использованием редактируемых масок. Последний вариант предоставляет больше возможностей. Выделенную часть изображения обычно можно также двигать, вращать, масштабировать, деформировать, дорисовывать и т. п.
- Выделение может быть как временное, так и постоянное — выделенная часть изображения в различных графических редакторах может быть оформлена как постоянный «слой» или «объект». Это позволяет разбивать изображение на фрагменты, которые накладываются друг на друга, и модифицировать каждый из них отдельно.
- Выбирать алгоритм, который программа применит ко всему изображению, группе изображений, выделенному фрагменту или объекту.

## Инструменты структурного редактирования цифровых изображений

### Изменение размера изображения, кадрирование
Размер изображения может быть изменён до необходимого с помощью математических алгоритмов, которые высчитывают цвет пикселей, исходя из цвета пикселей оригинала. Следует учитывать, что при увеличении изображений теряется резкость, при уменьшении — детализация.
Часто композицию изображения можно также улучшить, удалив лишние области по краям. Это называется кадрированием.

### Коллажирование (фотомонтаж)
Создание из частей нескольких изображений нового изображения. Имеет почти такую же историю развития, как и фотография. В настоящее время часто применяется не только профессионалами, но и любителями.

### Обтравка
Обтравкой называется процесс выделения какого-то объекта на изображении с целью его отделения от фона.

### Подавление шума
В программах редактирования изображения присутствуют различные алгоритмы для удаления или уменьшения шума. Это, в первую очередь, цифровой шум матрицы цифровой фотокамеры. В подобной коррекции также могут нуждаться зерно плёнки, артефакты сжатия, пыль и царапины на оригинале.

### Ретушь
В узком смысле ретушь — устранение ненужных деталей изображения, шумов, изменение композиции. Часто к ретуши приходится прибегать для того, чтобы убрать дефекты кожи, пыль на одежде модели.

### Ориентация изображения
Программы редактирования могут поворачивать изображения под любым углом или отражать зеркально.

### Фильтры и спецэффекты
Фильтры и спецэффекты используются для придания изображению необычного вида. С помощью фильтров картинка может быть искажена необычным образом, стилизована, может быть добавлена видимость объемного рельефа, изменены цвета.

## Расширение динамического диапазона изображения
Расширение динамического диапазона изображения путём комбинирования фотографий одного сюжета, полученных с разной экспозицией. Для этого делается несколько кадров с одним положением камеры (желательно со штатива). При обработке изображения с разной экспозицией объединяются в одно. Это позволяет зафиксировать высококонтрастный сюжет без выбеливания ярко освещённых объектов и без недопустимого зашумления тёмных деталей.

## Цветокоррекция
Цветокоррекция — внесение изменений в цвет оригинала. Многие относят к цветокоррекции те процедуры, которые не связаны с изменением сюжета изображения. В более узком смысле цветокоррекция — это такое преобразование изображения, объекта или фрагмента, когда новый цвет обрабатываемого пикселя зависит от старого значения этого пикселя и не зависит от соседних пикселей.
Основная причина, по которой приходится выполнять коррекцию цвета, следующая: человеческий глаз имеет способность адаптироваться к силе и спектральным характеристикам освещения таким образом, что сохраняется восприятие цвета предметов в большинстве случаев независимо от спектрального состава освещения, камера же фиксирует световое излучение без адаптации и, при просмотре в других условиях, фотографии иногда сильно отличаются от того, что мы видели, когда фотографировали. Для устранения этой проблемы в фотографии используются алгоритмы выбора и настройки белого цвета. Эти алгоритмы уже можно назвать цветокоррекцией.
Другие причины применения цветокоррекции: недостаточный или избыточный контраст изображения, вуаль, выцветание изображения. Также необходимо отметить цветокоррекцию с целью внесения гармонии между фотоизображениями и дизайном публикации либо содержанием материалов, подобную процессу фотопечати в фотографическом искусстве.
Как и любой другой метод, цветокоррекцию можно применить как инструмент реализации творческого замысла или пожеланий заказчика.
Цифровое изображение всегда представлено в какой-то цветовой модели (Red Green Blue, Lab, и др.), подразумевающей несколько (три, как правило) характеристик для каждой точки изображения (пикселя). Характеристики всех точек изображения называют каналами. Например, в модели RGB каждый пиксель характеризуется значением яркости красной, зелёной и синей составляющих его цвета. Соответственно, в изображении можно выделять каналы красного, зелёного и синего цветов. Функции могут быть заданы как независимые для каждого канала, так и более сложные — например, «Смешение каналов» (Channel Mixer).
Методы преобразования цвета могут быть самыми разными, однако наиболее часто используемыми методами цветокоррекции являются следующие:
- Указание аргументов для функций преобразования входных значений в выходные. В программах эти инструменты называются «уровни», «гамма» и т. п. Иногда наборы значений аргументов выбираются из перечня заранее заданных вариантов. К этому виду преобразований можно отнести так же
  - Установка баланса белого (учёт освещения) при преобразовании электронного сигнала матрицы в файл изображения или сканировании плёнки;
  - Преобразования, непосредственно задающие изменения контрастности, яркости, гаммы, тона, светлоты, насыщенности изображения или его частей;
- Непосредственное задание графиков преобразования значений по каналам. Этот инструмент обычно называется «Кривые» (Curves). Он позволяет выполнить любые преобразования внутри каждого канала путём ручного формирования графика, аналогичного тем, которые вычисляются функциональными алгоритмами по заданным аргументам. При том, что функции типовых преобразований — уровней, контрастности, яркости, гаммы и т. п. — простые и довольно понятные, инструмент «Кривые» способен оказаться гибче и нагляднее отдельных функциональных преобразований.

## Инструменты подготовки изображения к публикации

### Изменение цветовых пространств
Для разных целей (например, отображение на экране компьютера и печать на бумаге) используются разные способы воспроизведения изображений и разные математические модели, описывающие цвет (цветовые пространства) в зависимости от способа воспроизведения. Программы редактирования изображений способны конвертировать изображения из одного цветового пространства в другое.
Основная задача подготовки к публикации — привести изображение к требованиям технического процесса, максимально сохранив при этом само изображение. Например, при подготовке к офсетной печати необходимо провести цветовое преобразование в цветовое пространство печати (чаще всего — CMYK), обеспечить отсутствие превышения суммарной плотности краски и «белых пятен», то есть участком, где минимальное содержание краски меньше минимально отображаемого данным печатным процессом, скорректировать изображение с тем, чтобы нейтральные цвета были переданы определённым для данного печатного процесса сочетанием красок, упредить снижение резкости в процессе смены растра под новый техпроцесс (например, с использованием нерезкого маскирования).

## Теория обработки изображений

### Термины и определения
В широком смысле, обработка изображений — это любая форма обработки информации, для которой входом являются изображения, например, фотографии или видеокадры. Поэтому термин «Редактирование изображений» является частным случаем термина «обработка изображений». Редактирование изображений — изменение деталей оригинального изображения (в настоящее время, в основном, цифровыми методами).
Обработка фотографических изображений широко применяется в космической фоторазведке для распознавания военных объектов и оружия вероятного противника. При распознавании военных объектов и оружия вероятного противника редактирование изображений крайне нежелательно.
Большинство методов обработки изображений представляют изображения как двумерные сигналы, применяя к ним стандартные методы обработки сигналов.